# Abdón Reyes Cardozo
Abdón Reyes Cardozo (Tarija, 7 novembre 1981) è un allenatore di calcio ed ex calciatore boliviano, allenatore del Ciclón.

## Carriera

### Club
Comincia la sua carriera da professionista all'Universitario de Sucre. Nel 2006 viene acquistato dal San José, con cui vince il campionato boliviano nel 2007. Nel 2008 viene acquistato dal Bolívar. In quattro stagioni vince due volte il campionato boliviano (nel 2009 e nel 2011). Nel 2012 viene acquistato dal San Josè Oruro.

### Nazionale
Con la nazionale boliviana ha disputato, dal 2008 al 2012, 13 partite, in cui non ha messo a segno alcuna rete.

## Palmarès

### Club

#### Competizioni nazionali
- Campionato boliviano: 3

San José: 2007
Bolívar: 2009, 2011